# 日本銀行大阪分行
日本銀行大阪分行，是日本銀行位於大阪府大阪市北區中之島所設立的分行機構。

## 概要
該機構是日本銀行在日本西部的主要分支機構，涵蓋地區為大阪府、和歌山縣和奈良縣。在東京總公司因災害等原因無法正常工作時，它還可以作為後備單位維持經營。
大阪分行的廳舍是由辰野金吾設計，舊建築建於1903年，為地上2階、地下1階建築。並視為具有歷史意義的銀行建築
目前單位的所有工作都在1982年竣工的新廳舍完成，新館為地上6階、地下3階建築。舊館因業務空間需求擴大而暫時設計將大樓全面改建，僅保留了3面的外牆及內部的重要部分，截至2014年，約有300人在大阪分行工作。參觀者若預約即可參觀舊館內部和新館的營業室。

## 歷史
日本銀行總行於1882年10月10日（明治15 年）成立後不久，在12月18日向財務大臣松方正義請求設立在大阪設立公司，設立於東區今橋5丁目（大阪俱樂部現址）。
- 1882年12月18日：大阪分店開設。外山脩造（日语：外山脩造）被任命為第一任分店經理。
- 1884年：遷至東區大川町（現三井住友銀行所在地）。
- 1903年：遷往中之島，現在的舊館落成。
- 1982年：新大樓竣工。同時對舊建築進行了保護和修復工程
- 1996年：開設備份中心。

## 外部連結
- 官方网站